# Hulett C. Smith
Hulett Carlson Smith, född 21 oktober 1918 i Beckley i West Virginia, död 15 januari 2012 i Scottsdale i Arizona, var en amerikansk demokratisk politiker. Han var West Virginias guvernör 1965–1969.
Smith studerade vid Beckley College och Wharton School. Efter studierna var han verksam inom radio- och försäkringsbranscherna. I andra världskriget tjänstgjorde han i USA:s flotta och befordrades till löjtnant. Han efterträdde 1965 Wally Barron som West Virginias guvernör och efterträddes 1969 av Arch A. Moore.
Smith var elektor i presidentvalet 1992.